# Jesper Olsen
Jesper Olsen (* 20. März 1961 in Fakse) ist ein ehemaliger dänischer Fußballspieler.

## Karriere
Olsen begann seine Karriere bei Næstved BK. In seiner Zeit in Næstved spielte er auch zum ersten Mal für Dänemark. Sein Debüt gab er im Juli 1980 gegen die Sowjetunion. Nach einem Probetraining beim FC Arsenal 1979 entschied er sich erst zwei Jahre später ins Ausland zu wechseln. Olsen ging zu Ajax Amsterdam.

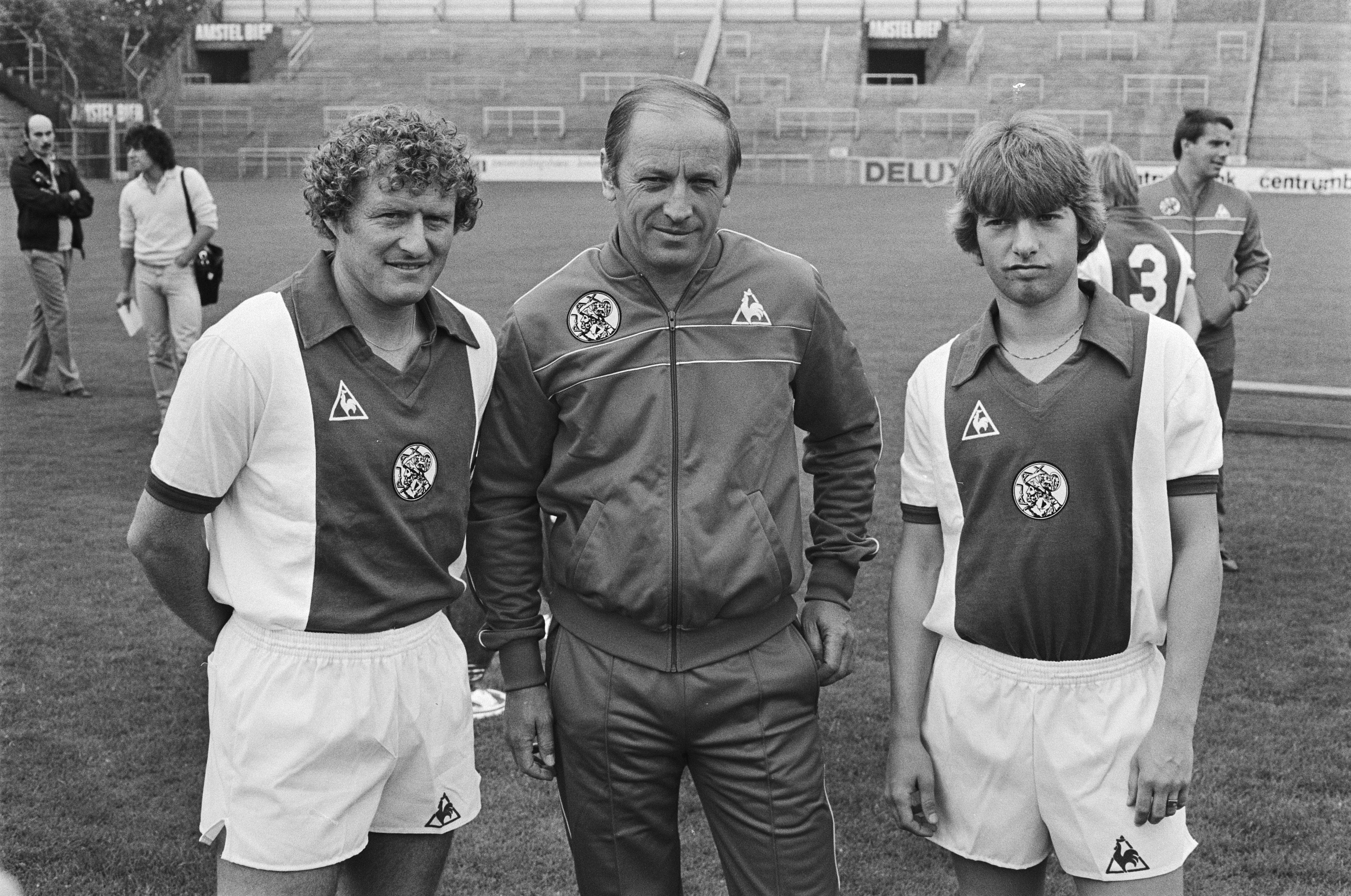
Wim Jansen, Trainer Kurt Linder und Jesper Olsen.

Während er für Ajax spielte, wurde er bekannt für einen abgespielten Elfmeter. Beim Spiel in der niederländischen Eredivisie zwischen Ajax und Helmond Sport am 5. Dezember 1982 spielte Johan Cruyff einen Elfmeter kurz ab, worauf Olsen den gespielten Ball dem Niederländer zurückspielte, der dann den verdutzten Torhüter ganz einfach bezwingen konnte. In den Niederlanden bekam Olsen den Spitznamen der Floh wegen seiner Größe, Sprungkraft und Wendigkeit. Er gewann mit Ajax zweimal die niederländische Meisterschaft und einmal den niederländischen Pokal. In seiner Zeit in den Niederlanden wurde er auch für das dänische Aufgebot für die Europameisterschaft 1984 in Frankreich einberufen, wo Dänemark im Halbfinale ausschied. Olsen wurde zweimal eingesetzt und bekam zwei Gelbe Karten.
1984 wechselte der Däne nach England zu Manchester United. Mit Manchester United konnte er 1985 den FA Cup gewinnen. In seiner Zeit in Manchester fällt die Berufung in den dänischen Kader für die Weltmeisterschaft 1986 in Mexiko und zur Europameisterschaft 1988 in Deutschland. Bei der WM 1986 kam er mit den Dänen bis ins Achtelfinale, wo man gegen Spanien scheiterte. Olsen spielte viermal und erzielte dabei drei Tore. Bei der EM 1988 kam er nicht zum Einsatz. Hier schieden die Dänen in der Gruppenphase aus.
1988 kehrte er für zwei Spiele zu seinem Stammklub Næstved BK zurück. In diesen zwei Spielen gelang ihn sogar ein Tor. 1989 wechselte Olsen nach Frankreich zu Girondins Bordeaux. Nach einer Saison in Bordeaux hängte er noch zwei Jahre beim SM Caen an, wo er seine Karriere wegen einer schweren Verletzung beendete.

## Erfolge
- Niederländischer Meister: 1981/82, 1982/83
- Niederländischer Pokalsieger: 1982/83
- Englischer Pokalsieger: 1984/85

## Familie
Jesper Olsen ist verheiratet und hat vier Kinder. Seit 2003 lebt er mit seiner Familie in Australien. Dort war in den Jahren 2010/11 als Co-Trainer von John van ’t Schip bei Melbourne Heart tätig.